# Instituto Hidrográfico (Portugal)
O Instituto Hidrográfico (IH) MHSE • MHIH é um laboratório do Estado, integrado na Marinha Portuguesa, que se dedica às ciências e tecnologias do Mar.
O Instituto Hidrográfico tem por missão assegurar as atividades de investigação e desenvolvimento relacionadas com as ciências e as técnicas do mar - tendo em vista a sua aplicação prioritária no plano militar - e contribuir - como laboratório do Estado de referência a nível nacional e internacional que se dedica à investigação dos oceanos - para o desenvolvimento do país e para a defesa do ambiente marinho.
O Instituto Hidrográfico é um órgão da Marinha, dotado de autonomia administrativa e financeira, que funciona na direta dependência do Chefe do Estado-Maior da Armada.

## Distinções
- Membro-honorário da Ordem do Infante D. Henrique (5 de Junho de 2001)[3]
- Membro-honorário da Ordem Militar de Sant'Iago da Espada (16 de Dezembro de 2010)[3][4]

## Embarcações
O Instituto Hidrográfico da Marinha Portuguesa dispõe das seguintes embarcações:
- 2 navios da classe Classe Dom Carlos I;
- 2 navios da classe Classe Andrómeda;
- 3 embarcações do Tipo Gaivota;
- 2 embarcações do Tipo Trinas.